# 4 Batalion Ratownictwa Inżynieryjnego

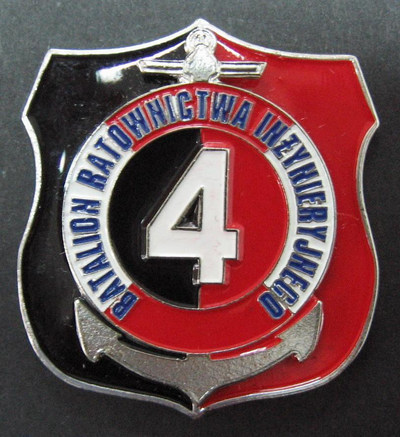
Odznaka pamiątkowa

4 Głogowski Batalion Ratownictwa Inżynieryjnego (4 bratinż) – jednostka inżynieryjna stacjonująca w Głogowie, podległa dowódcy  Śląskiego Okręgu Wojskowego, rozformowana 30 czerwca 2011.

## Historia
Batalion został sformowany na podstawie decyzji MON nr Pf-24/Org./P5 z 23 marca 2001 i rozpoczął działalność 1 stycznia 2002.
Jednostka wyspecjalizowana była w zadaniach inżynieryjnych, m.in. brała udział w akcjach przeciwpowodziowych, ratowniczo-gaśniczych, używana była do usuwania skutków klęsk żywiołowych, katastrof. Batalion wykonywał też zadania saperskie i pontonowe.
Jednostka wielokrotnie brała udział w pomocy ludności cywilnej, również poza granicami kraju w roku 2002 w Niemczech batalion brał udział w akcji przeciwpowodziowej.
W związku z reorganizacją Sił Zbrojnych RP 4. bratinż został przeformowany w 4 Głogowski Batalion Inżynieryjny.

## Tradycje
Decyzją Nr 322/MON Ministra Obrony Narodowej z dnia 19 listopada 2002 wprowadzono odznakę pamiątkową, oznakę rozpoznawczą oraz proporczyk na beret.
Decyzją Nr 212/MON Ministra Obrony Narodowej z dnia 15 lipca 2005 batalion przyjął wyróżniającą nazwę "Głogowski" oraz ustanowiono doroczne Święto jednostki w dniu 23 marca.

## Struktura
- dowództwo
- pluton dowodzenia
- kompania ratownictwa inżynieryjnego
- kompania ewakuacyjna
- pluton remontowy
- pluton zaopatrzenia

## Dowódcy
- ppłk Sylwester Tęgi – 2001–?
- ppłk dypl. Marek Baraniak – ?–luty 2006
- ppłk dypl. Piotr Mielniczuk – luty 2006 – listopad 2007
- kpt. Dariusz Mistrzak (cz.p.o.) – listopad 2007 – 7 lutego 2008
- ppłk Adam Kliszka – 7 lutego 2008 – 30 czerwca 2011

## Podporządkowanie
- Śląski Okręg Wojskowy (2001 – 30 czerwca 2011)